# Tarumovka
Tarumovka (in russo Тарумовка?) è un villaggio della Russia situato nel Daghestan. Appartiene al rajon Tarumovskij di cui è il centro amministrativo.
Il villaggio si trova 175 km a nord-ovest di Machačkala.